# Driss Benzekri
Driss Benzekri (Árabe: ادريس ابن زكري) (Bouizakarne, 31 de dezembro de 1970) é um ex-futebolista marroquino que atuava de goleiro. Benzekri disputou a Copa do Mundo de 1998.